# Makryna
Makryna – imię żeńskie pochodzenia łacińskiego, pochodzące od łacińskiego słowa macra. Oznacza „chuda, długa”. Wśród patronek – św. Makryna Młodsza, siostra św. Bazylego Wielkiego, św. Piotra z Sebasty i św. Grzegorza z Nyssy (IV wiek).
Makryna imieniny obchodzi 14 stycznia i 19 lipca.

## Osoby o tym imieniu
- Makryna Mieczysławska – fałszywa zakonnica katolicka z XIX w.